# Cornate d'Adda
Cornate d'Adda är en ort och kommun i provinsen Monza e Brianza i regionen Lombardiet i Italien. Kommunen hade 10 799 invånare (2018).